# بينبردج (جورجيا)

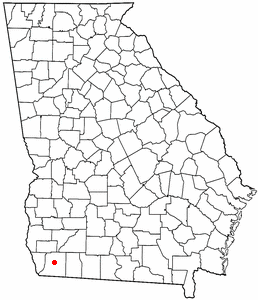
موقع بينبردج، جورجيا

بينبردج (بالإنجليزية: Bainbridge)‏ هي مدينة واقعة في مقاطعة ديكاتور، بولاية جورجيا. حسب إحصاء السكان لعام 2000، المدينة كان بها عدد سكان كلي يساوي 11722 نسمة. إن المدينة هي حاضرة إقليم مقاطعة ديكاتور.
طبقاً لمكتب الإحصاء الأمريكي، المدينة لها مساحة كلية تعادل 48.9 كم2 (18.9 ميل مربع). 45.9 كم2 (17.7 ميل مربع) منها أرض و 3.0 كم2 (1.2 ميل مربع) منها ماء. إن المساحة الكلية بها نسبة 6.15 % من الماء.

## أعلام
- واين دبليو. لامبرت
- ترافيس سميث
- كاري كوكس
- مارفن غريفين
- برايان باول
- بنجامين إي. راسيل
- بوبي والدن